# Sperlonga
Sperlonga is een gemeente in de Italiaanse provincie Latina (regio Latium) en telt 3219 inwoners (31-12-2004). De oppervlakte bedraagt 18,0 km², de bevolkingsdichtheid is 172 inwoners per km².

## Demografie
Sperlonga telt ongeveer 1205 huishoudens. Het aantal inwoners daalde in de periode 1991-2001 met 8,8% volgens cijfers uit de tienjaarlijkse volkstellingen van ISTAT.
| Jaar | Inwoneraantal |
| ---- | ------------- |
| 1991 | 3400          |
| 2001 | 3102          |

## Geografie
De gemeente ligt op ongeveer 55 m boven zeeniveau.
Sperlonga grenst aan de volgende gemeenten: Fondi, Itri.